# Coingate
Coingate est le nom donné à un scandale financier survenu aux États-Unis en Ohio. Selon un reportage publié en 2005 dans le journal de l'Ohio The Blade, le gouvernement de l'Ohio, par l'entremise de son fonds d'investissement le Bureau Workers' Compensation (BWC), avait investi des centaines de millions de dollars américains dans des véhicules de placement peu courants ou très risqués, véhicules gérés par des personnes proches du Parti républicain de l'Ohio. Ces personnes avaient, entre autres, versé de généreux montants aux caisses électorales des politiciens républicains. 
Un fonds d'investissement spécialisé dans la monnaie précieuse avait particulièrement attiré l'attention après la découverte de la disparition de deux pièces valant plus de 300 000 dollars. Une enquête révéla qu'un ensemble de pièces valant entre 10 et 12 millions de dollars manquait et que 13 millions de dollars étaient perdus. Thomas Noe, principal suspect dans l'affaire, fut condamné pour (1) opération d'une entreprise criminelle, (2) vol de 13 millions du fonds et (3) maintien d'un deuxième jeu, truqué, de livres comptables.